# Coop (France)
Pour les articles homonymes, voir Coop.
 (juillet 2024).
Si vous disposez d'ouvrages ou d'articles de référence ou si vous connaissez des sites web de qualité traitant du thème abordé ici, merci de compléter l'article en donnant les références utiles à sa vérifiabilité et en les liant à la section « Notes et références ».
Coop est une enseigne utilisée par les coopératives Coop Alsace, à Strasbourg, Coop Atlantique à Saintes, Coop Champagne à Château-Thierry et Coop Normandie-Picardie à Rouen.

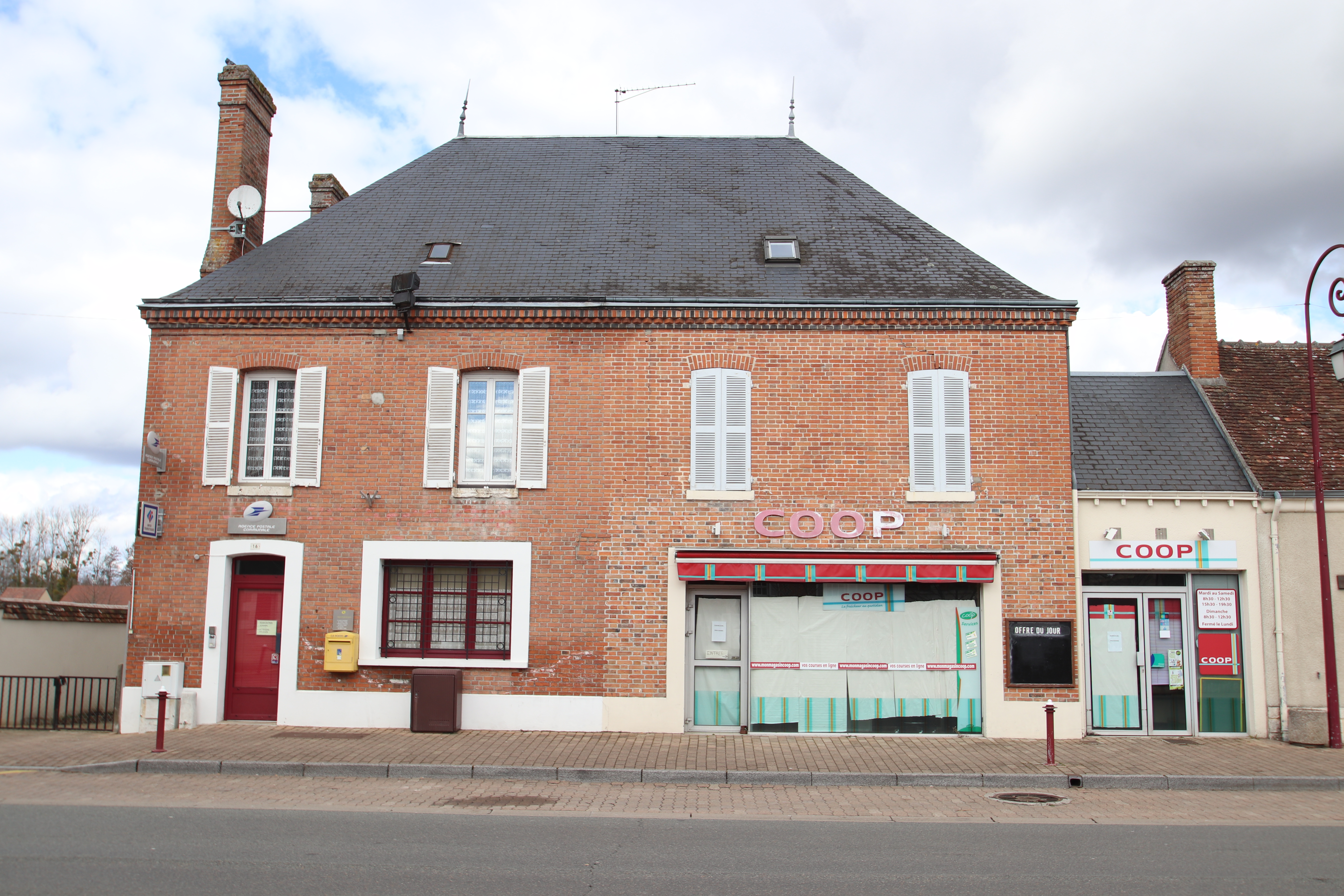
Un ancien magasin Coop à Selles-Saint-Denis en 2018.

Ces quatre entreprises, membres de la FNCC, constituent les dernières grandes coopératives de consommation historiques françaises encore en activité, autrefois regroupées au sein de la Société générale des coopératives de consommation (SGCC) et assurant leur publicité sous le nom Coop.
On comptait également, entre autres : Coop Bretagne (à Lorient), Coop Île de France et Orléanais (à Alfortville), Coop Languedoc (à Montpellier, devenu Codisud), Coop Lorraine (à Nancy), Coop Nord (à Lomme), Coop Provence (à Cavaillon), Coop Rhône-Méditerranée (à Valence) et Coop Saint-Étienne. Elles exploitaient notamment les hypermarchés Rond Point.
La Coop Atlantique, exploite des magasins Coop, au nombres de 134, surtout dans les centres-villes et dans les villages. Ils commercialisent la MDD de la Coopérative U. Leur slogan est "Épicier autrement" 
On peut en trouver en Nouvelle Aquitaine (Charente, Charente-Maritime, Gironde, Vienne et Deux-Sèvres) et en Vendée.